# Seznam biskupů a arcibiskupů madridských

## Biskupové diecéze Madrid-Alcalá (1884–1963)
- 1884–1886 : Narciso Martínez Izquierdo
- 1886–1892 : bl. Ciriaco María Sancha y Hervás
- 1892–1901 : José María Justo Cos y Macho
- 1901–1905 : Victoriano Guisasola y Menéndez
- 1905–1916 : Maria Salvador y Barrera
- 1916–1922 : Prudencio Melo y Alcalde
- 1922–1963 : Leopoldo Eijo y Garay

## arcibiskupové nemetropolitní arcidiecéze Madrid-Alcalá (1964–1991)
- 1964–1971 : Casimiro Morcillo González
- 1971–1983 : Vicente Enrique y Tarancón
- 1983–1991 : Ángel Suquía Goicoechea

## Metropolitní arcibiskupové madridští (od roku 1991)
- 1991–1994 : Angel Suquía Goicoechea
- 1994–2014 : Antonio María Rouco Varela
- 2014-2023 : Carlos Osoro Sierra
- od 2023 : José Cobo Cano